# Angelique Kerber
Angelique Kerber (Bremen, Alemanya Occidental, 18 de gener del 1988) és una tennista professional alemanya. Encapçalà el rànquing individual femení el 12 de setembre de 2016, l'any que guanyà els seus dos primers títols de Grand Slam, l'Open d'Austràlia 2016 i el US Open 2016, i que disputà tres finals de Grand Slam. Aquest mateix any aconseguí la medalla d'argent olímpica en categoria individual en els Jocs Olímpics de Rio de Janeiro 2016.
En el seu palmarès s'hi troben dotze títols individuals del circuit WTA, tres d'ells Grand Slams i diferents entre ells. Va esdevenir la tennista número 1 del rànquing que ho aconseguir amb més edat amb 28 anys.

## Biografia
Kerber va néixer a Bremen, filla de pare polonès, Sławomir Kerber, i mare alemanya, Beata (de soltera Rzeźnik). Té una germana anomenada Jessica. Va créixer a la ciutat Kiel, on va començar a jugar a tennis de molt petita. L'any 2002 es va traslladar a la ciutat de Poznań, on el seu avi matern havia construït una pista de tennis. Malgrat que durant la seva etapa com a júnior no havia aconseguit gaires èxits destacats, amb només 15 anys va esdevenir professional.
Té la doble nacionalitat alemanya i polonesa gràcies al principi ius sanguinis per l'origen polonès del seu pare, però des de sempre ha competit sota bandera Alemanya. Parla anglès, alemany i polonès.

## Torneigs de Grand Slam

### Individual: 4 (3−1)
| Resultat   | Núm. | Any  | Torneig          | Oponent           | Marcador      |
| ---------- | ---- | ---- | ---------------- | ----------------- | ------------- |
| Guanyadora | 1.   | 2016 | Open d'Austràlia | Serena Williams   | 6−4, 3−6, 6−4 |
| Finalista  | 1.   | 2016 | Wimbledon        | Serena Williams   | 5−7, 3−6      |
| Guanyadora | 2.   | 2016 | US Open          | Karolína Plíšková | 6−3, 4−6, 6−4 |
| Guanyadora | 3.   | 2018 | Wimbledon        | Serena Williams   | 6−3, 6−3      |

## Jocs Olímpics

### Individual
| Any  | Campionat                             | Oponent     | Resultat      |
| ---- | ------------------------------------- | ----------- | ------------- |
| 2016 | Jocs Olímpics, Rio de Janeiro, Brasil | Mónica Puig | 4−6, 6−4, 1−6 |

## Carrera esportiva
La tennista alemanya va debutar en un Grand Slam amb 19 anys al Roland Garros 2007, però la primera victòria en un Grand Slam no va arribar fins l'Open d'Austràlia 2008. Va participar en diversos torneigs del circuit WTA en els següents anys però sense gaire èxit, ja que va aconseguir molt poques victòries en els quadres principals, i es va haver de conformar amb títols del circuit ITF. Es va començar a destapar la temporada 2010, disputant la tercera ronda d'un Grand Slam per primer cop i aconseguint la primera final d'un torneig WTA a Bogotà, on fou derrotada per la tennista local Mariana Duque Mariño. Ja a l'any 2011, Kerber es va classificar per les semifinals del US Open contra tot pronòstic, ja que estava en la 92a posició del rànquing individual. Allà fou superada per Samantha Stosur, però aquest resultat li va permetre escalar fins a la 34a posició del rànquing.

### Primer títol i Top 5 (2012−2015)
Després d'arribar a semifinals a Auckland, va disputar l'Open d'Austràlia sent cap de sèrie per primera vegada en la seva carrera. Malauradament només va arribar a tercera ronda en ser derrotada per Maria Xaràpova, tanmateix, va entrar al Top 
30 i el millor rànquing fins al moment. Posteriorment va disputar la Fed Cup amb l'equip alemany i a continuació el torneig de París. Es va venjar de Xaràpova en quarts de final i llavors va vèncer a Marion Bartoli en la final. Aquest fou el primer títol individual del seu palmarès i, a més, aquest torneig era de categoria Premier. El següent torneig fou a Copenhaguen i novament es va classificar per la final, on va derrotar la principal cap de sèrie Caroline Wozniacki. Els resultats obtinguts a continuació van ser molt positius, destacant els quarts de final del Roland Garros sent vençuda per Sara Errani, que fou la campiona final. A continuació es va classificar per la final de Eastbourne però va caure davant Tamira Paszek malgrat disposar de cinc punts de partit. A Wimbledon va superar el seu millor resultat classificant-se per les semifinals d'un Grand Slam per primer cop, però malauradament fou derrotada per Agnieszka Radwańska. En el mateix escenari es van disputar les proves de tennis del Jocs Olímpics de Londres, i en la prova individual va arribar a quarts de final fins que va ser superada per Viktória Azàrenka. A l'estiu va disputar el torneig de Cincinnati arribant a la final després de superar Serena Williams per primer cop i trencant-li una ratxa de dinou victòries consecutives, però va ser derrotada per Li Na. En el US Open fou vençuda per Errani en quarta ronda. A final de temporada es va classificar per primera vegada per la Copa Masters i com a cinquena cap de sèrie, però fou eliminada en la fase inicial després de perdre els tres partits.

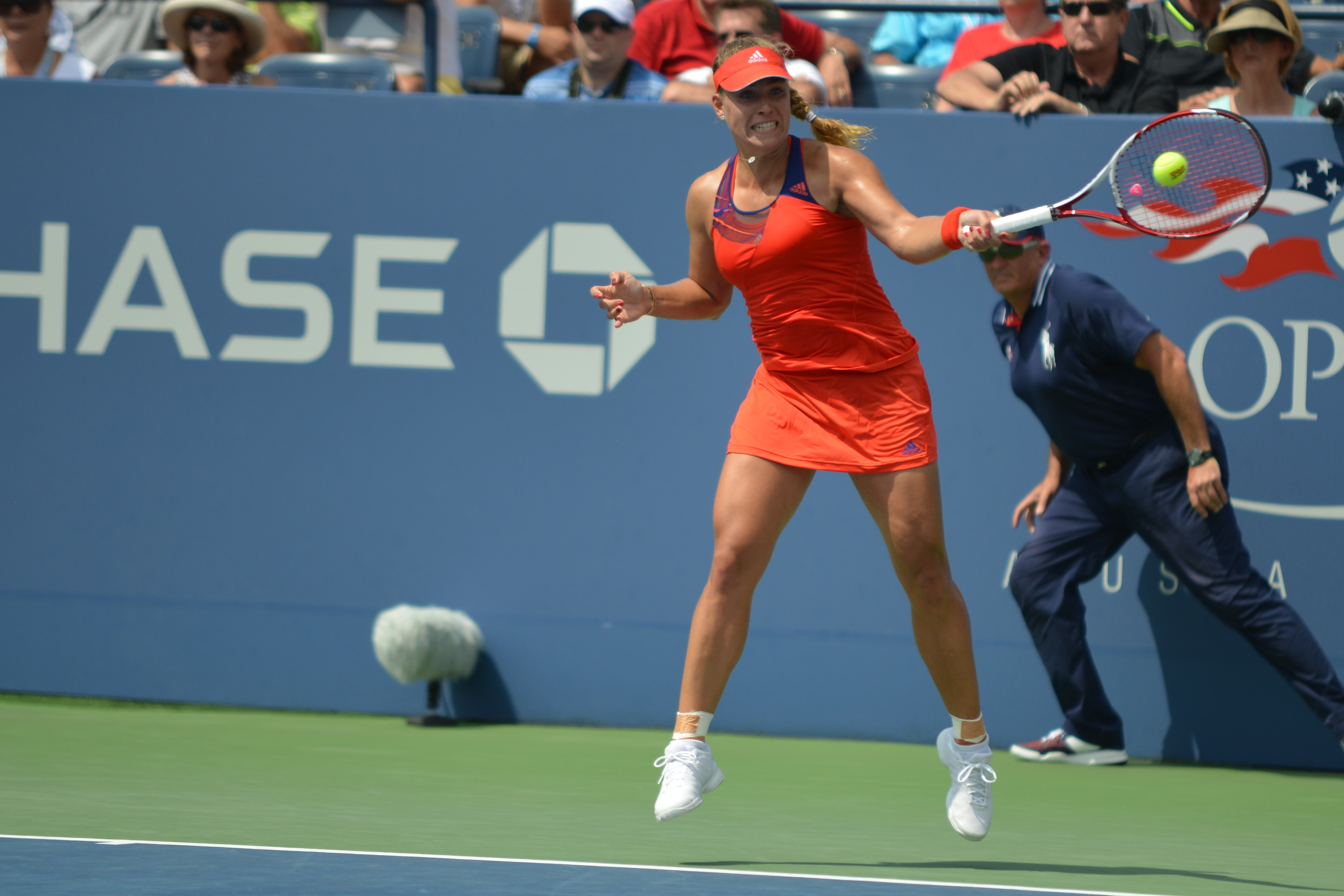
Angelique Kerber al US Open (2013).

Va començar la temporada 2013 a Brisbane caient en quarts de final contra Anastassia Pavliutxénkova i en semifinals de Sydney davant Dominika Cibulková. A l'Open d'Austràlia va millorar el seu millor resultat arribant a quarta ronda sent derrotada per Iekaterina Makàrova. A Indian Wells fou vençuda en semifinals per Wozniacki i a Miami per Sorana Cîrstea en tercera ronda. La primera final de l'any la disputà a Monterrey, però novament fou vençuda per Pavliutxénkova. Després de disputar la Copa Federació amb l'equip alemany contra Sèrbia, començà els torneigs sobre terra batuda. A Stuttgart fou superada per Xaràpova en semifinals, i a Madrid per Ana Ivanović en quarts de final. En el Roland Garros arribà a quarta ronda fins que fou superada per Svetlana Kuznetsova. Sobre gespa només participà en el torneig de Wimbledon, on fou sorpresa en segona ronda per Kaia Kanepi. A l'estiu no va aconseguir molts bons resultats a excepció de l'US Open on arribà a quarta ronda. La segona final de l'any la disputà a Tòquio però fou vençuda per Petra Kvitová. Després de ser quartfinalista a Pequín es va emportar el primer títol de l'any a Linz superant a Ivanović i obtenir la darrera plaça del WTA Championships. En aquest torneig va derrotar a Radwańska, va perdre davant Serena Williams i Kvitová, i no va poder superar la fase prèvia.
El primer torneig de l'any 2014 fou a Brisbane on va arribar a quarts de final, seguidament fou finalista a Sydney en perdre davant Tsvetana Pironkova. A l'Open d'Austràlia també va arribar a quarts de final en caure enfront Flavia Pennetta. Després dels quarts de final a París va defensar l'equip alemany en la Fed Cup contra Eslovàquia contribuint amb dues victòries individuals. A Doha disputà una nova final, i novament fou derrotada però en aquesta ocasió per Simona Halep. A Indian Wells fou sorpresa en primera ronda per la villenera María Teresa Torró Flor, mentre que a Miami va arribar a quarts de final en ser superada per la número 1, Serena Williams. Sobre terra batuda va aconseguir resultats poc positius, derrotes prematures a Madrid i Roma, quartfinalista a Nuremberg i va arribar a quarta ronda del Roland Garros sent vençuda per Eugenie Bouchard. Sobre gespa va disputar una nova final, tercera de la temporada, a Eastbourne, i novament fou derrotada, ara per Madison Keys. A Wimbledon es va classificar pels quarts de final després de derrotar una de les favorites, Xaràpova, però allà fou superada novament per Bouchard. A l'estiu es classificà per la quarta final de la temporada a Stanford, però malgrat avançar-se en la final, va sucumbir davant de Serena Williams. Ni a Mont-real ni a Cincinnati va aconseguir resultats positius, i el mateix va succeir al US Open, on va cedir en tercera ronda davant la jove Belinda Bencic. Posteriorment va participar en Tòquio sent la principal cap de sèrie, i va arribar a semifinals fins a caure enfront Ivanović. A Wuhan va caure en quarts de final davant Elina Svitolina, mentre que a Pequín va perdre en tercera ronda enfront Kuznetsova. En aquest any no es va classificar directament pel WTA Finals però si com a suplent, malgrat que finalment no hi va participar. La darrera competició de l'any fou la final de la Copa Federació amb l'equip alemany contra la República Txeca. Malauradament va perdre els dos partits individuals contra Lucie Šafářová i Kvitová, i l'equip txec es va endur el títol. Novament va acabar la temporada dins el Top 10, concretament en la desena posició del rànquing, tot i que no va aconseguir cap títol en les quatre finals individuals que va disputar.

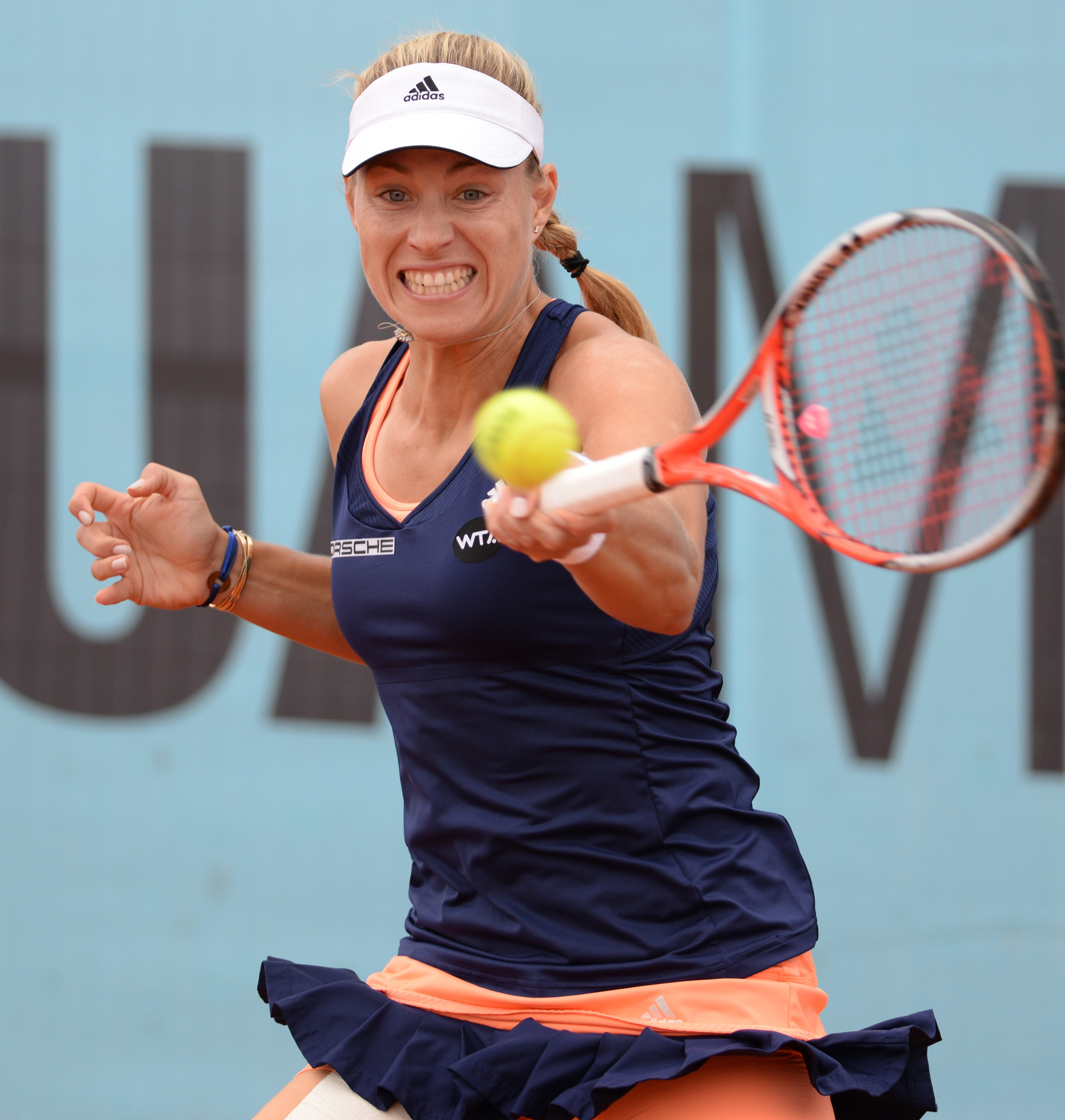
Kerber a Madrid (2015)

El 2015 fou l'any del seu punt d'inflexió que li va permetre consolidar-se als llocs d'honor del rànquing individual. Va començar positivament arribant a quarts de final de Brisbane en mans de Svitolina, i a semifinals de Sydney perdent enfront Karolína Plíšková, però va caure prematurament a l'Open d'Austràlia davant Irina-Camelia Begu. En els següents torneigs no va parar d'encadenar derrotes en les primeres rondes: Anvers, Dubai, Doha, Indian Wells i Miami, van provocar la sortida del Top 10. Aquesta ratxa negativa es va trencar a Charleston, on va disputar la primera final de l'any i es va emportar el títol davant Keys. Aquest fou el quart títol de la seva carrera i el primer sobre terra batuda. Després de la seva participació en la Copa Federació amb regust amarg per la derrota de l'equip en semifinals, es va refer amb una nova alegria a Stuttgart, va superar Wozniacki en la final per endur-se el segon títol de l'any. Malgrat els dos títols aconseguits sobre terra batuda, els bons resultats no van tenir continuïtat a Madrid ni a Roma. En canvi, va arribar a semifinals de Nuremberg però es va retirar per una lesió. En el Roland Garros només va poder arribar a tercera ronda en ser vençuda per Garbiñe Muguruza. A continuació va començar els torneigs sobre gespa amb una gran actuació a Birmingham, on derrotà Plíšková en la final per guanyar el tercer títol de l'any i el primer sobre gespa de la seva carrera. En canvi, a Wimbledon només pogué arribar a tercera ronda perquè Muguruza la va tornar a superar com al Roland Garros. A l'estiu aconseguí el quart títol de la temporada en la quarta final disputada. A Stanford va derrotar novament a Plíšková en tres sets. A Toronto va caure en tercera ronda en mans de Halep, i fou sorpresa en primera ronda de Cincinnati per Bencic. En el US Open també va perdre en tercera ronda, aquest cop davant Azàrenka. En els darrers torneigs de la temporada va tenir resultats força positius, primer va arribar a quarts de final de Tòquio, després a semifinals de Wuhan, i als quarts de final de Pequín. Encara amb opcions de classificar-se pel WTA Finals, va disputar al torneig de Hong Kong on fou finalista en ser vençuda per Jelena Janković. En el WTA Finals només va poder guanyar a Kvitová mentre que va perdre davant Muguruza i Šafářová, caient eliminava en la primera fase. Va cloure la temporada amb quatre títols de cinc finals disputades, esdevenint la seva millor temporada quant a títols tot i que no en nombre de victòries i derrotes, i va acabar en el Top 10 per quart any consecutiu.

### Primer Grand Slam i número 1 (2016−2017)

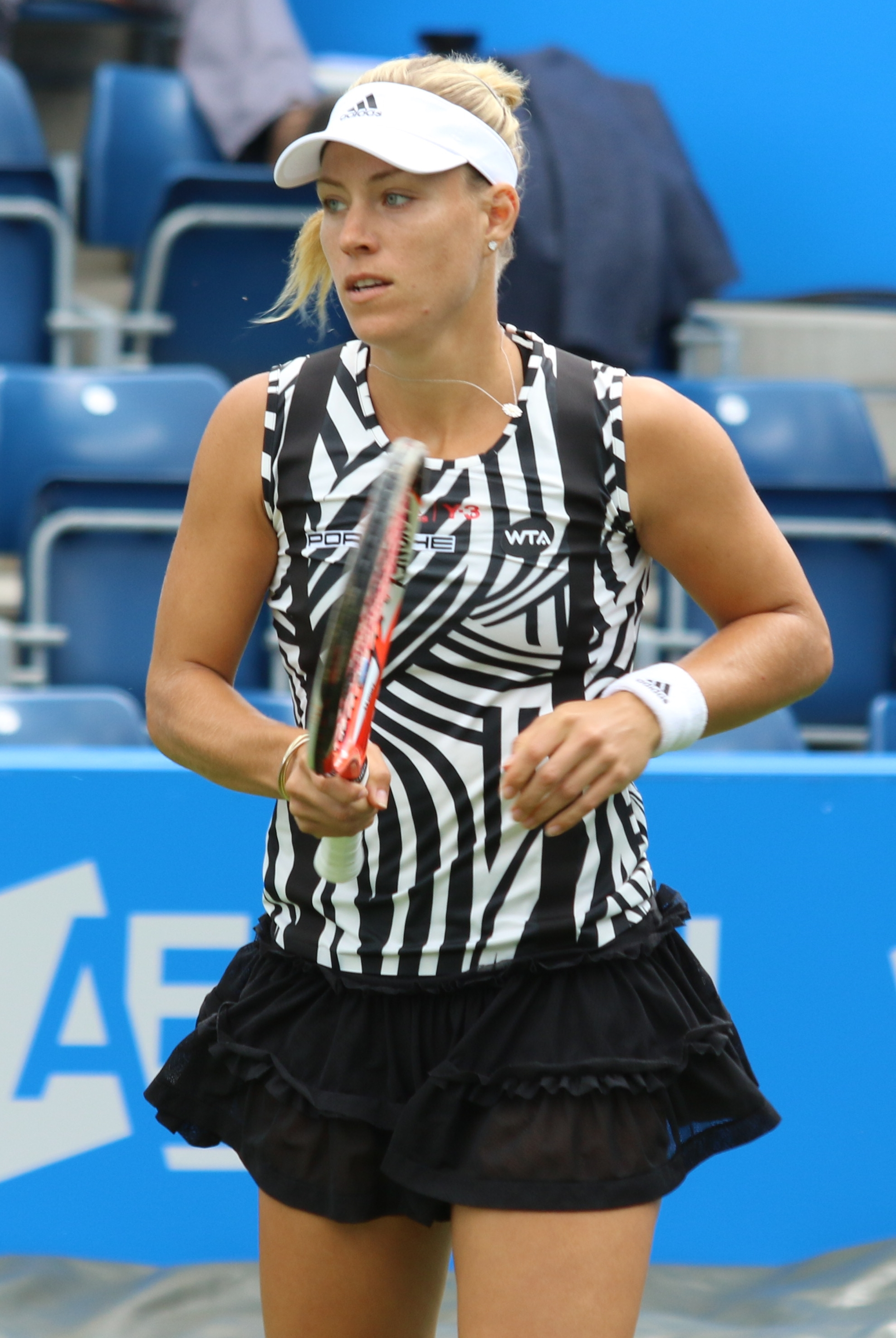
Kerber a Birmingham (2016)

Seguint amb els bons resultats aconseguits l'any anterior, en el primer torneig de la temporada es va plantar en la final de Brisbane, tot i que va perdre davant una ressorgida Viktória Azàrenka. Es va retirar en segona ronda de Sydney per una gastroenteritis però es va recuperar satisfactòriament per l'Open d'Austràlia sent la setena cap de sèrie. Tot i haver de superar un punt de partit en contra en el primer partit, va avançar amb seguretat les primeres rondes fins a classificar-se per primera vegada als quarts de final d'aquest torneig. En aquesta ronda es va venjar d'Azàrenka, en semifinals va vèncer a Johanna Konta i es va plantar en la seva primera final de Grand Slam contra la gran favorita, defensora del títol i número 1 del rànquing, Serena Williams. Va derrotar l'estatunidenca contra tot pronòstic per guanyar el primer títol de Grand Slam del seu palmarès, la primera que ho feia superant un punt de partit en contra en primera ronda, i va escalar directament fins al número 2 del rànquing. Després de disputar la primera ronda de la Fed Cup amb l'equip alemany, va renunciar a Dubai per lesió i va patir derrotes en primera ronda de Doha i Indian Wells. Aquesta mala ratxa va finalitzar sent semifinalista Miami, superada per Azàrenka. A Charleston, on defensava títol, també va ser semifinalista, ja que es va haver de retirar per una indisposició. A Stuttgart va aconseguir reeditar el títol, segon de la temporada, després de superar la seva compatriota Laura Siegemund en la final. Van tornar els mals resultats amb derrotes en les primeres rondes de Madrid, Roma i Roland Garros, en aquest últim contra Kiki Bertens. A continuació va disputar el torneig de Birmingham per defensar el títol, però va caure en quarts de final davant Carla Suárez Navarro. A Wimbledon va tornar a classificar-se per les semifinals, però en aquesta ocasió va aconseguir superar la ronda contra Venus Williams. En una reedició de la final disputada a l'Open d'Austràlia de principis d'any, es va enfrontar a Serena Williams, però en aquesta ocasió, l'estatunidenca no es va deixar sorprendre. A l'estiu va tornar a Toronto, classificant-se per les semifinals però fou derrotada per Simona Halep. En els Jocs Olímpics de Rio de Janeiro, Kerber va disputar la prova individual amb molta solidesa i es va classificar per la final, però contra tot pronòstic, la portorriquenya Mónica Puig la va sorprendre i es va haver de conformar amb la medalla d'argent. En la prova dobles femenins no va superar la primera ronda fent parella amb Andrea Petkovic. A continuació va tenir la primera oportunitat de destronar Serena Williams del número 1 del rànquing individual sempre que guanyés el torneig de Cincinnati, però malauradament es va quedar a les portes en perdre contra Karolína Plíšková en la final. En el US Open va aconseguir el segon gran èxit del seu palmarès en imposar-se a Plíšková, que combinat amb la derrota de Serena en semifinals li va permetre accedir al capdamunt del rànquing. Va estrenar aquest honor a Wuhan amb poca sort, ja que va caure en segona ronda contra Petra Kvitová. A Pequín no va tenir gaire millor sort, ja que va caure en tercera ronda davant Svitolina, i a Hong Kong a quarts de final enfront Daria Gavrilova. Amb la renúncia de Serena a participar en les WTA Finals a causa d'una lesió, Kerber es va assegurar el número 1 fins a final d'any. En aquest torneig va guanyar els tres partits de la fase inicial davant Halep, Madison Keys i Dominika Cibulková, llavors va superar les semifinals en derrotar a Agnieszka Radwańska, però per sorpresa va perdre en la final davant Cibulková. Va guanyar els dos primers títols de Grand Slam del seu palmarès després d'haver disputat tres finals en aquesta temporada. Va guanyar un total de tres títols amb un registre de 63 victòries per 18 derrotes. Per primera vegada a la seva carrera va accedir al número 1 del rànquing individual i el va mantenir fins a final de temporada.

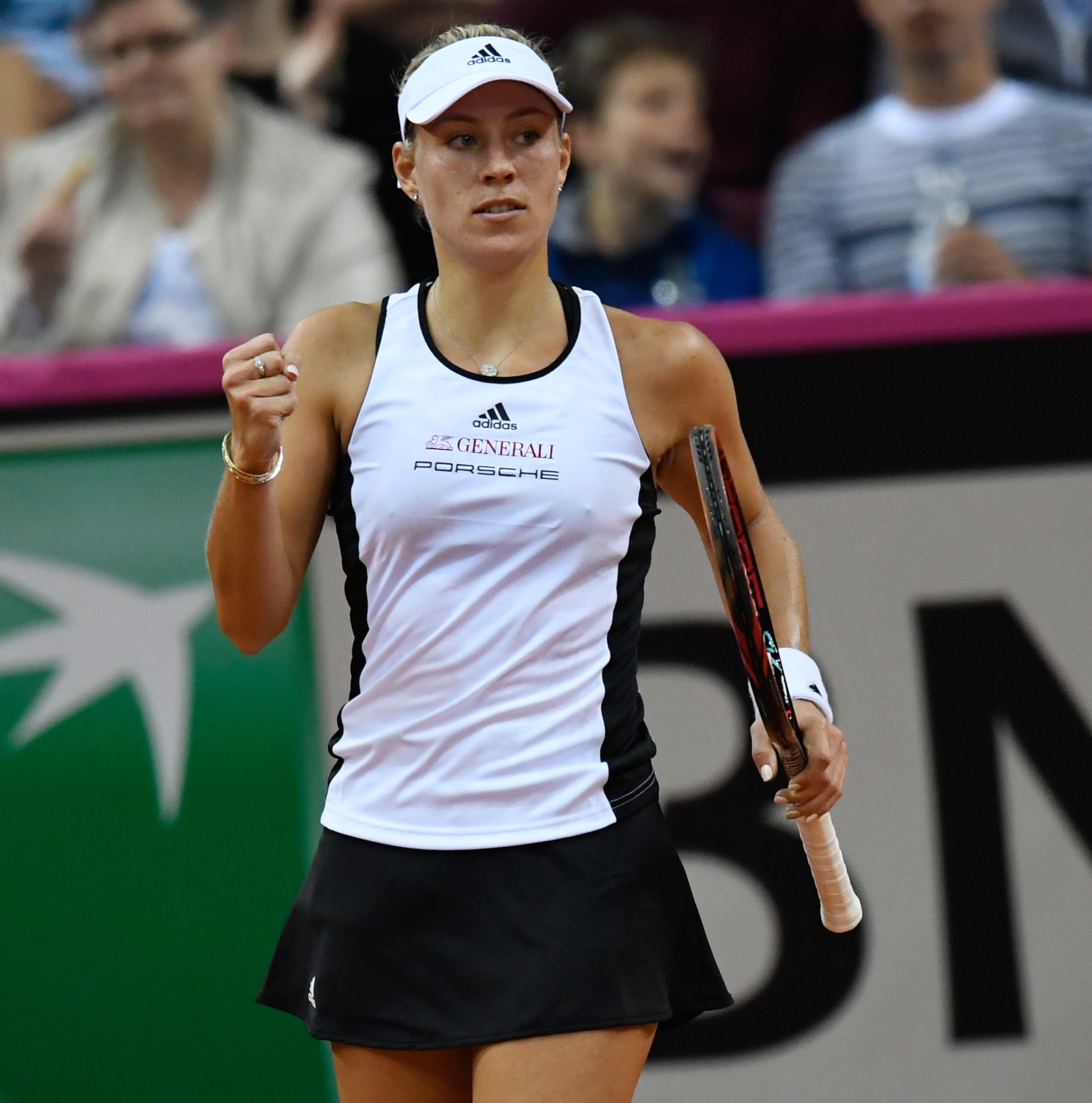
Kerber disputant la Fed Cup (2017)

La temporada 2017 no va començar de forma gaire positiva, ja que fou eliminada en quarts de final de Brisbane per Svitolina, i en segona ronda de Sydney per Dària Kassàtkina. Defensava títol a l'Open d'Austràlia i era primera cap de sèrie d'un Grand Slam per primera vegada, però va caure en quarta ronda davant CoCo Vandeweghe. La victòria de Serena Williams li va permetre prendre el número 1 del rànquing a Kerber. A Doha fou superada novament per Kassàtkina en segona ronda, mentre que a Dubai va avançar fins a les semifinals cedint enfront Svitolina novament. Aquesta actuació li va permetre recuperar el número 1 mundial. A Indian Wells va arribar a quarta ronda caient enfront Ielena Vesninà, i a Miami fou derrotada per Venus Williams en quarts de final. Seguidament va participar en el torneig de Monterrey, on fou finalista davant Pavliutxénkova. El seu rendiment sobre terra batuda fou molt mediocre, ja que va perdre en primera ronda de Stuttgart davant Kristina Mladenovic, en tercera ronda a Madrid enfront Bouchard, i en segona a Roma davant Anett Kontaveit. Tanmateix, la baixa de Serena Williams des del gener li va permetre mantenir-se número 1 del rànquing. En el Roland Garros va caure en primera ronda davant Makàrova, esdevenint la primera número 1 del rànquing en caure en primera ronda d'aquest torneig. En els torneigs sobre gespa va arribar a quarts de final de Eastbourne vençuda per Konta, i a quarta ronda de Wimbledon cedint enfront Muguruza. Aquesta derrota va provocar la pèrdua definitiva del número 1 del rànquing en mans de Plíšková. En els torneigs d'estiu va fracassar totalment amb derrotes en els primers partits de Toronto, Cincinnati i en el US Open, davant Sloane Stephens, Makàrova i Naomi Osaka respectivament. Aquestes derrotes van provocar la seva sortida del Top 10. A Tòquio va semblar que remuntava arribant a semifinals després de perdre enfront Pavliutxénkova, però va ser un miratge, ja que va caure en primera ronda a Wuhan davant Caroline Garcia, en segona ronda a Pequín davant Alizé Cornet, i altre cop en primera a Luxemburg davant Puig. Es va classificar per disputar el WTA Elite Trophy però va perdre els dos partits de la fase prèvia enfront Pavliutxénkova i Ashleigh Barty. Això va provocar la caiguda del Top 20 del rànquing individual, i per tallar amb els mals resultats va decidir substituir Torben Beltz per Wim Fissette com a entrenador.

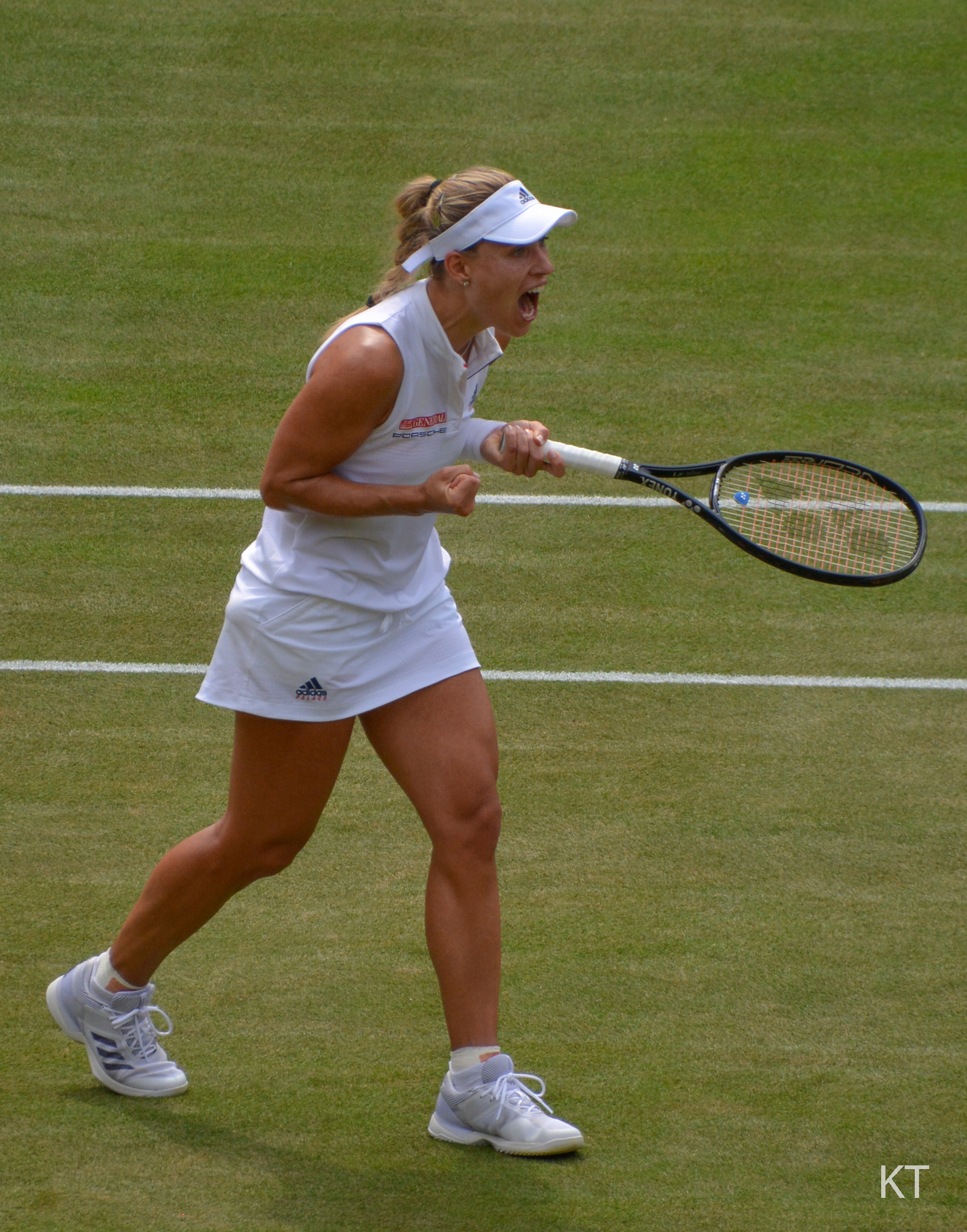
Kerber a Wimbledon (2018)

Va iniciar la temporada 2018 disputant la Copa Hopman per primera vegada amb el seu compatriota Alexander Zverev. Va guanyar tots els partits individuals, que van ajudar a classificar-se per la final, però van perdre davant de Suïssa. A continuació va disputar el torneig de Sydney, en el qual va classificar-se per la final i va superar la tennista local Barty. A l'Open d'Austràlia va mantenir aquest bon rendiment arribant a les semifinals, en la qual no va poder superar la número 1 Halep malgrat disposar de diversos punts de partit. Aquest gran inici de temporada li va permetre tornar a entrar al Top 10. A Doha va arribar a quarts de final derrotada per Wozniacki, mentre que a Dubai va caure davant Svitolina en semifinals. Tan a Indian Wells com a Miami va ser eliminada en quarts de finals per Kassàtkina i Stephens respectivament. A continuació va disputar la Copa Federació amb l'equip alemany contra la República Txeca, però va perdre els dos partits individuals i l'equip va ser eliminat. Sobre terra batuda va disputar el torneig de Stuttgart, però es va retirar en segona ronda davant Kontaveit. Va renunciar a participar en Madrid per lesió i es va reincorporar a Roma, però novament la va vèncer Svitolina en quarts de final. En el Roland Garros va avançar fins als quarts de final, però va coincidir amb la número 1, Halep, que la va derrotar novament. Sobre gespa va començar molt malament a Mallorca amb derrota a primera ronda davant Alison Riske, però es va refer la setmana següent a Eastbourne, on va arribar a semifinals caient davant Wozniacki. La gran fita de la temporada va arribar a Wimbledon avançant fins a la final, que fou una reedició de la final de 2016 enfront Serena Williams, però en aquesta ocasió la va derrotar per aconseguir el tercer títol de Grand Slam del seu palmarès. Això li va permetre tornar a la quarta posició del rànquing individual. A l'estiu va disputar els torneigs de Mont-real, superada per Cornet en segona ronda, i Cincinnati, vençuda per Keys en tercera ronda. En el US Open va cedir en tercera ronda enfront Cibulková. A la tardor va arribar a tercera ronda en els torneig de Wuhan i Pequín, superada per Barty i Zhang Shuai respectivament. Just després va anunciar que Wim Fissette deixava de ser el seu entrenador. Classificada per les WTA Finals, va perdre el primer partit contra Bertens, va derrotar a Osaka, però no va poder fer el mateix amb Stephens, posant punt final a la temporada.

## Palmarès

### Individual: 32 (14−18)
| 2009 − 2020              | Després de 2021 |
| ------------------------ | --------------- |
| Grand Slam (3−1)         |                 |
| Jocs Olímpics Argent (1) |                 |
| WTA Finals (0−1)         |                 |
| Premier Mandatory (0−1)  | WTA 1000 (0−0)  |
| Premier 5 (0−3)          | WTA 1000 (0−0)  |
| Premier (6−7)            | WTA 500 (0−0)   |
| International (2−4)      | WTA 250 (2−0)   |

| Títols per superfície |
| --------------------- |
| Dura (7−13)           |
| Gespa (3−4)           |
| Terra batuda (4−1)    |

| Resultat   | Núm. | Data                   | Torneig                               | Superfície       | Oponent                   | Marcador               |
| ---------- | ---- | ---------------------- | ------------------------------------- | ---------------- | ------------------------- | ---------------------- |
| Finalista  | 1.   | 2 de febrer de 2010    | Bogotà, Colòmbia                      | Terra batuda     | Mariana Duque Mariño      | 4−6, 3−6               |
| Guanyadora | 1.   | 12 de febrer de 2012   | París, França                         | Dura (i)         | Marion Bartoli            | 7−6(3), 5−7, 6−3       |
| Guanyadora | 2.   | 15 d'abril de 2012     | Copenhaguen, Dinamarca                | Dura (i)         | Caroline Wozniacki        | 6−4, 6−4               |
| Finalista  | 2.   | 24 de juny de 2012     | Eastbourne, Regne Unit                | Gespa            | Tamira Paszek             | 7−5, 3−6, 5−7          |
| Finalista  | 3.   | 19 d'agost de 2012     | Cincinnati, Estats Units              | Dura             | Li Na                     | 6−1, 3−6, 1−6          |
| Finalista  | 4.   | 8 d'abril de 2013      | Monterrey, Mèxic                      | Dura             | Anastassia Pavliutxénkova | 6−4, 2−6, 4−6          |
| Finalista  | 5.   | 28 de setembre de 2013 | Tòquio, Japó                          | Dura             | Petra Kvitová             | 2−6, 6−0, 3−6          |
| Guanyadora | 3.   | 13 d'abril de 2013     | Linz, Àustria                         | Dura (i)         | Ana Ivanović              | 6−4, 7−6(6)            |
| Finalista  | 6.   | 10 de gener de 2014    | Sydney, Austràlia                     | Dura             | Tsvetana Pironkova        | 4−6, 4−6               |
| Finalista  | 7.   | 16 de febrer de 2014   | Doha, Qatar                           | Dura             | Simona Halep              | 2−6, 3−6               |
| Finalista  | 8.   | 21 de juny de 2014     | Eastbourne (2)                        | Gespa            | Madison Keys              | 3−6, 6−3, 5−7          |
| Finalista  | 9.   | 3 d'agost de 2014      | Stanford, Estats Units                | Dura             | Serena Williams           | 6−7(1), 3−6            |
| Guanyadora | 4.   | 12 d'abril de 2015     | Charleston, Estats Units              | Terra batuda     | Madison Keys              | 6−2, 4−6, 7−5          |
| Guanyadora | 5.   | 26 d'abril de 2015     | Stuttgart, Alemanya                   | Terra batuda (i) | Caroline Wozniacki        | 3−6, 6−1, 7−5          |
| Guanyadora | 6.   | 21 d'abril de 2015     | Birmingham, Regne Unit                | Gespa            | Karolína Plíšková         | 6−7(5), 6−3, 7−6(4)    |
| Guanyadora | 7.   | 9 d'agost de 2015      | Stanford                              | Dura             | Karolína Plíšková         | 6−3, 5−7, 6−4          |
| Finalista  | 10.  | 18 d'octubre de 2015   | Hong Kong, Hong Kong                  | Dura             | Jelena Janković           | 6−3, 6−7(4), 1−6       |
| Finalista  | 11.  | 9 de gener de 2016     | Brisbane, Austràlia                   | Dura             | Viktória Azàrenka         | 3−6, 1−6               |
| Guanyadora | 8.   | 30 de gener de 2016    | Open d'Austràlia, Austràlia           | Dura             | Serena Williams           | 6−4, 3−6, 6−4          |
| Guanyadora | 9.   | 24 d'abril de 2016     | Stuttgart (2)                         | Terra batuda (i) | Laura Siegemund           | 6−4, 6−0               |
| Finalista  | 12.  | 9 de juliol de 2016    | Wimbledon, Regne Unit                 | Gespa            | Serena Williams           | 5−7, 3−6               |
| Finalista  | 13.  | 13 d'agost de 2016     | Jocs Olímpics, Rio de Janeiro, Brasil | Dura             | Mónica Puig               | 4−6, 6−4, 1−6          |
| Finalista  | 14.  | 21 d'agost de 2016     | Cincinnati (2)                        | Dura             | Karolína Plíšková         | 3−6, 1−6               |
| Guanyadora | 10.  | 10 de setembre de 2016 | US Open, Estats Units                 | Dura             | Karolína Plíšková         | 6−3, 4−6, 6−4          |
| Finalista  | 15.  | 30 d'octubre de 2016   | WTA Finals, Singapur                  | Dura (i)         | Dominika Cibulková        | 3−6, 4−6               |
| Finalista  | 16.  | 9 d'abril de 2017      | Monterrey, Mèxic                      | Dura             | Anastassia Pavliutxénkova | 4−6, 6−2, 1−6          |
| Guanyadora | 11.  | 13 de gener de 2018    | Sydney                                | Dura             | Ashleigh Barty            | 6−4, 6−4               |
| Guanyadora | 12.  | 14 de juliol de 2018   | Wimbledon                             | Gespa            | Serena Williams           | 6−3, 6−3               |
| Finalista  | 17.  | 17 de març de 2019     | Indian Wells, Estats Units            | Dura             | Bianca Andreescu          | 4−6, 6−3, 4−6          |
| Finalista  | 18.  | 30 de juny de 2019     | Eastbourne (3)                        | Gespa            | Karolína Plíšková         | 1−6, 4−6               |
| Guanyadora | 13.  | 26 de juny de 2021     | Bad Homburg, Alemanya                 | Gespa            | Kateřina Siniaková        | 6−3, 6−2               |
| Guanyadora | 14.  | 21 de maig de 2022     | Estrasburg, França                    | Terra batuda     | Kaja Juvan                | 7−6(5), 6−7(0), 7−6(5) |

#### Períodes com a número 1
| Núm. | Precedida per   | Dates                   | Succeïda per      | Setmanes | Acumulat |
| ---- | --------------- | ----------------------- | ----------------- | -------- | -------- |
| 1.   | Serena Williams | 12/09/2016 − 29/01/2017 | Serena Williams   | 20       | 20       |
| 2.   | Serena Williams | 13/03/2017 − 23/04/2017 | Serena Williams   | 5        | 25       |
| 3.   | Serena Williams | 15/05/2017 − 16/07/2017 | Karolína Plísková | 9        | 34       |

### Dobles femenins: 2 (0−2)
| Abans de 2009                | Després de 2009         |
| ---------------------------- | ----------------------- |
| Grand Slam (0−0)             |                         |
| WTA Tour Championships (0−0) |                         |
| Tier I (0−0)                 | Premier Mandatory (0−0) |
| Tier II (0−0)                | Premier 5 (0−0)         |
| Tier III (0−0)               | Premier (0−1)           |
| Tier IV i V (0−0)            | International (0−1)     |

| Títols per superfície |
| --------------------- |
| Dura (0−1)            |
| Gespa (0−1)           |
| Terra batuda (0−0)    |

| Resultat  | Núm. | Data               | Torneig                         | Superfície | Parella         | Oponents                           | Marcador |
| --------- | ---- | ------------------ | ------------------------------- | ---------- | --------------- | ---------------------------------- | -------- |
| Finalista | 1.   | 20 de juny de 2008 | 's-Hertogenbosch, Països Baixos | Gespa      | Līga Dekmeijere | Marina Erakovic Michaëlla Krajicek | 3−6, 2−6 |
| Finalista | 2.   | 9 de gener de 2016 | Brisbane, Austràlia             | Dura       | Andrea Petkovic | Martina Hingis Sania Mirza         | 5−7, 1−6 |

### Equips: 1 (1−3)
| Resultat   | Núm. | Data                    | Torneig                                | Superfície | Equip                                                                          | Oponents                                                                                 | Marcador |
| ---------- | ---- | ----------------------- | -------------------------------------- | ---------- | ------------------------------------------------------------------------------ | ---------------------------------------------------------------------------------------- | -------- |
| Finalista  | 1.   | 8−9 de novembre de 2014 | Copa Federació, Praga, República Txeca | Dura (i)   | Andrea Petkovic Sabine Lisicki Julia Görges                                    | Petra Kvitová Lucie Šafářová Lucie Hradecká Andrea Hlaváčková                            | 1−3      |
| Finalista  | 2.   | 6 de gener de 2018      | Hopman Cup, Perth, Austràlia           | Dura (i)   | Alexander Zverev                                                               | Roger Federer Belinda Bencic                                                             | 1−2      |
| Finalista  | 3.   | 5 de gener de 2019      | Hopman Cup, Perth (2)                  | Dura (i)   | Alexander Zverev                                                               | Roger Federer Belinda Bencic                                                             | 1−2      |
| Guanyadora | 1.   | 7 de gener de 2024      | United Cup, Sydney, Austràlia          | Dura       | Tatjana Maria Maximilian Marterer Kai Wehnelt Laura Siegemund Alexander Zverev | Hubert Hurkacz Katarzyna Kawa Daniel Michalski Katarzyna Piter Iga Świątek Jan Zieliński | 2−1      |

## Trajectòria

### Individual
| Open d'Austràlia | Q1   | 2R   | 1R          | 3R          | 1R          | 3R    | 4R          | 4R          | 4R          | G     | 4R          | SF          | 4R          | 4R          | 1R    | 1R    | A   | 1R | 1 / 16    | 32 – 15   |
| Roland Garros | 1R   | 1R   | Q           | 2R          | 1R          | QF    | 4R          | 4R          | 3R          | 1R    | 1R          | QF          | 1R          | 1R          | 1R    | 3R    | A   | 1R | 0 / 16    | 19 – 16   |
| Wimbledon | 1R   | 1R   | Q           | 3R          | 1R          | SF    | 2R          | QF          | 3R          | F     | 4R          | G           | 2R          | NC          | SF    | 3R    | A   |    | 1 / 14    | 38 – 13   |
| US Open | 1R   | Q    | 2R          | 1R          | SF          | 4R    | 4R          | 3R          | 3R          | G     | 1R          | 3R          | 1R          | 4R          | 4R    | A     | A   |    | 1 / 14    | 31 – 13   |
| Jocs Olímpics | NC   | A    | No celebrat | No celebrat | No celebrat | QF    | No celebrat | No celebrat | No celebrat | F     | No celebrat | No celebrat | No celebrat | No celebrat | A     | NC    | NC  |    | 0 / 2     | 8 – 2     |
| WTA Finals | A    | A    | A           | A           | A           | RR    | RR          | A           | RR          | F     | A           | RR          | A           | NC          | A     | A     | A   |    | 0 / 5     | 7 – 10    |
| WTA Elite Trophy | A    | A    | A           | A           | A           | A     | A           | A           | A           | A     | RR          | A           | A           | NC          | NC    | A     | A   |    | 0 / 1     | 0 – 2     |
| Total Victòries−Derrotes | 6−12 | 7−15 | 3−6         | 23−19       | 17−20       | 60−18 | 45−23       | 47−24       | 53−22       | 63−18 | 29−24       | 46−19       | 28−19       | 7−6         | 30−16 | 13−11 | 0−0 |    | 465 – 267 | 465 – 267 |
| Rànquing a final d'any | 84   | 108  | 106         | 47          | 32          | 5     | 9           | 10          | 10          | 1     | 21          | 2           | 20          | 25          | 16    | 103   | –   |    |           |           |
| Llegenda: G: Guanyadora; F: Finalista; SF: Semifinalista; QF: Quarts de final; Q: Qualificació; A: Absent; RR: Round Robin; |      |      |             |             |             |       |             |             |             |       |             |             |             |             |       |       |     |    |           |           |

## Guardons i reconeixements
- WTA Player of the Year (2016)
- Esportista alemanya de l'any (2016)
- Laureus Sportswoman of the Year (2016)